# Boh Foi Toch

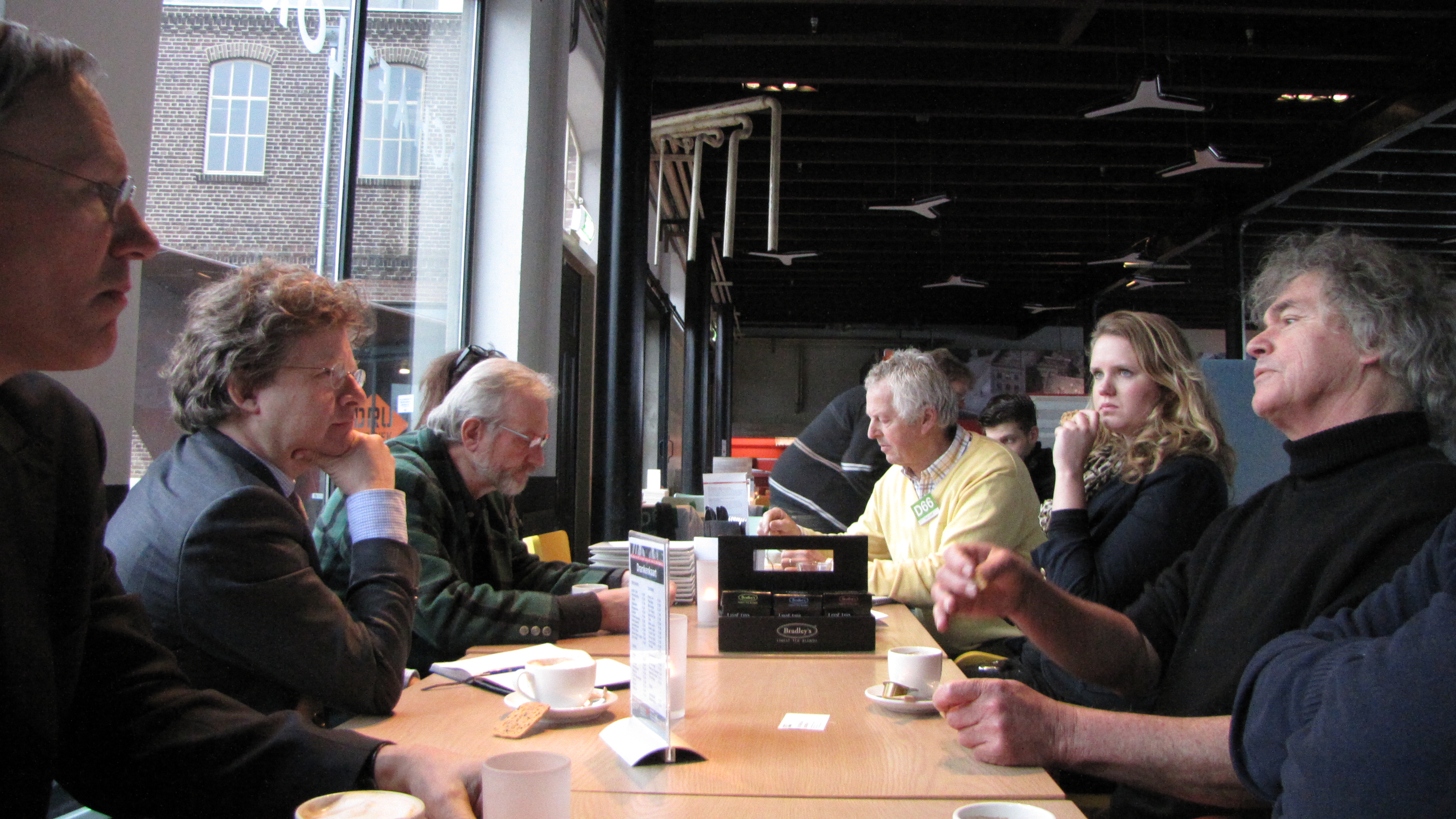
Hans Keuper (rechts) in Ulft 2011

Boh Foi Toch is een Achterhoekse band, ontstaan in augustus 1989. De naam betekent zoiets als: "Tjongejonge, 't is me wat!" De band maakt tex-mex, cajun en zydeco-achtige muziek. Cajun is een volksmuziek van de oorsprong Franse bewoners van de Amerikaanse staat Louisiana, zydeco leunt meer op een zwarte oorsprong. De voertaal werd Nedersaksisch.

## Geschiedenis
Jan Manschot en Hans Keuper startten met Boh Foi Toch en vroegen gitarist Ferdi Joly en bassist Willem te Molder er bij. Het eerste optreden was op 1 januari 1990 in de zaal Concordia in het Gelderse Hengelo. Nog voor dat optreden werd de band gevraagd voor drie andere optredens in de Achterhoek. Vanaf dat moment speelde Boh Foi Toch in vele zalen en feesttenten, de meestal in Midden- en Oost-Nederland. In 1992 werd de eerste cd uitgebracht: Zeet de Jongs.
In 1997 stapte drummer Jan Manschot uit de band. Hij werd vervangen door Han Mali, afkomstig van de zojuist opgeheven Tim Disney Band. Aan het eind van 2005 verliet Ferdi Joly de band om weer bij zijn oude groep Normaal te gaan spelen. Hij werd opgevolgd door de (eveneens ex-Normaal) gitarist Paul 'Mealmoes' Kemper.
In 2015 vierde Boh Foi Toch zijn 25-jarig jubileum met speciale concerten en een nieuw album.
In 2020 viert Boh Foi Toch zijn 30-jarig jubileum met speciale concerten en een dvd.
In oktober 2021 werd Hans Keuper winnaar van de Willem Sluiter Prijs 2021. Met de prijs wint Keuper 5000 euro en een penning. De prijs, die dit jaar voor het eerst werd uitgereikt, is bedoeld voor personen, verenigingen, stichtingen, organisaties of bedrijven die de Achterhoek op een positieve manier voor het voetlicht hebben gebracht. De Willem Sluiter Prijs wordt eens in de vijf jaar uitgereikt.
In 2025 vierde Boh Foi Toch zijn 35-jarig jubileum met speciale concerten en een live-cd.

## Oprichters
- Hans Keuper: trekzak en zang
- Ferdi Joly: gitaar en zang
- Willem te Molder: basgitaar en zang
- Jan Manschot: drums en zang

## Huidige bandleden
- Hans Keuper: trekzak en zang
- Willem te Molder: basgitaar en zang
- Han Mali: drums
- Paul Kemper: gitaar

## Discografie

### Albums
- 1992 - Zeet de jongs (cd)
- 1993 - Veur pauwen en poeten (cd)
- 1995 - Den Straotfox en andern
- 1997 - Boekspek
- 1998 - Veur geld en goeie weurde (live)
- 2000 - Foi Foi Toch, 10 jaar Boh Foi Toch (live)
- 2010 - Gewoon verdan (cd en dvd)
- 2015 - Sòh!
- 2021 - Zeet de jongs (lp)
- 2021 - Veur pauwen en poeten (lp)
- 2025 - 35 Jaor Boh Foi Toch / Ommundeg Mooi - dubbel-cd (live)

### Singles
- 1995 - Dörrekum
- 1995 - Fu Hing dat steet
- 1997 - In de stadt van Groll
- 1997 - Kwaliteit uut 't oosten
- 1998 - 't Armenhuus
- 1998 - Boksebier
- 2002 - Sterre uut 't Ooost'n
- 2002 - Op melkbussenheugte
- 2003 - Treins nemt met, treins brengt an
- 2008 - 25 jaar Aktief
- 2022 - "32" (ep)

### Compilaties
- 1993 - Achterhook butengewoon Nederland
- 1996 - Et toi amigo
- 2000 - King of the road
- 2001 - Voor in de Achterhoek
- 2006 - Daar zit muziek in!

### Video/dvd
- 2000 - Foi Foi Toch, 10 jaor Boh Foi Toch (live) (VHS)
- 2010 - Gewoon verdan (cd en dvd)
- 2020 - Boh Foi Toch 30 jaor! (dvd)